# Sailfish OS
Sailfish OS – oparty na Linuksie system operacyjny przeznaczony dla urządzeń przenośnych i wbudowanych rozwijany od 2013 roku przez fińską firmę Jolla z wykorzystaniem biblioteki Qt.

## Historia
Poprzez MeeGo – wspólne przedsięwzięcie firm Nokia i Intel – Sailfish wywodzi się z wcześniejszego projektu Nokii, Maemo, który stanowił bazę linuksowych tabletów internetowych fińskiej firmy (np. Nokia 770).
Wobec zarzucenia w sierpniu 2011 rozwoju MeeGo, który stanowił oprogramowanie telefonu Nokia N9, część pracowników zdecydowała o odejściu i założeniu nowej firmy, Jolla Oy.
Początkowo wraz z systemem rozwijane były także przeznaczone dlań urządzenia, począwszy od wydanego w 2013 roku Jolla Phone (architektura ARM) wraz z wersją 1.0 systemu, poprzez Jolla Tablet (AMD64) z 2015 roku, skończywszy na telefonie Jolla C, które stanowiły bazę dla wersji 2.0 oraz koncepcyjnym zegarku elektronicznym Jolla Watch. Jednak wobec zawirowań biznesowych, Jolla wydzieliła jako osobną firmę dział sprzętowy i dalszy rozwój systemu odbywa się bez własnej platformy sprzętowej.
W 2015 roku rosyjskie ministerstwo komunikacji ogłosiło, że Sailfish OS będzie bazą dla krajowego systemu dla urządzeń przenośnych, Aurora OS wykorzystywanego m.in. przez rosyjską pocztę oraz Rostelecom.
Większość urządzeń pracujących pod kontrolą systemu powstaje w ramach relacji B2G (jak w przypadku rosyjskiego Aurora OS) lub B2B, zamawianych przez inne firmy (np. indyjski Intex Technologies, rosyjski INOI).
Firma Jolla sprzedaje użytkownikom końcowym licencje na Sailfish X, wersję systemu pracującą na wybranych urządzeniach firmy Sony oraz Gemini PDA. Z racji, że producent bazuje na wolnym oprogramowaniu, powstało także szereg adaptacji systemu wykonanych przez programistów ochotników na ogólnodostępne urządzenia Android dzięki bibliotece libhybris.
Interfejs użytkownika dostępny jest w 40 językach, w tym w języku polskim.

## Architektura
Na bazie Wayland funkcjonuje GUI o nazwie Lipstick oraz oparta na Qt i QML własnościowa biblioteka Silica. Funkcje przeglądarki internetowej oparto na silniku Gecko fundacji Mozilla, zaś aplikację map dostarczyła firma Here.
Dzięki bibliotece libhybris system jest w stanie korzystać ze sterowników sprzętowych napisanych dla systemu Android. Sailfish OS może także uruchamiać aplikacje napisane dla systemu Android dzięki maszynie wirtualnej Dalvik Turbo (patrz: Dalvik) firmy Myriad. Obecnie technologia należy do twórców Sailfish OS i przemianowana została na AppSupport.

## Nazwa
Nazwa systemu jest – podobnie jak sama nazwa firmy producenta, Jolla – tj. fiń. mała łódka – nawiązaniem marynistycznym. Została zapożyczona od angielskiej nazwy ryb żaglicowatych, szybkich i silnych ryb znanych szerzej dzięki opowiadaniu Stary człowiek i morze Ernesta Hemingwaya pod potoczną nazwą marlin. Widoczne jest to logotypie systemu.

## Historia wersji
Początkowo wersje systemu z linii 1.0 określane były nazwami fińskich jezior. Począwszy od wersji 2.0, nazwy zaczęto czerpać od fińskich rzek, a w linii 3.0 i 4.0 od parków narodowych.
Debiutujące jesienią 2013 roku wersje linii 1.x charakteryzowały się opartym na gestach interfejsem użytkownika, wyjątkowym w ówczesnym czasie – podobnych rozwiązań nie wykorzystywał wówczas ani iOS ani Android. Ten model działania wywodził się z interfejsu Harmattan telefonu Nokia N9. Uruchomiony pogram można było zminimalizować przeciągając palcem od bocznej krawędzi, zamknąć wykonując podobny gest od góry ekranu. Przesunięcie palcem od górnej krawędzi na głównym ekranie, blokowało urządzenie. Przechodzenie pomiędzy widokami programu odbywało się poprzez przesunięcie palcem w lewo lub prawo zamiast naciskania przycisków. Użytkownik sterował uruchomionymi a zminimalizowanymi programami poprzez tzw. gesty okładek, tj. przytrzymanie palca i przeciągnięcie w lewo lub prawo na okienku symbolizującym program działający w tle. Widok powiadomień uruchamiał gest przesunięcia palcem od dołu ekranu.
W wersjach linii 2.x i nowszych wraz z przejściem do modelu biznesowego B2G usunięto większość innowacji w interakcjach z użytkownikiem na rzecz bardziej konserwatywnego, opartego na tąpnięciach palcem interfejsu, znajomego użytkownikom systemu Android, którzy po raz pierwszy stykali się z Sailfish OS.
| Wersja   | Data wydania         | Nazwa kodowa        | Zgodność z API Android |
| -------- | -------------------- | ------------------- | ---------------------- |
| 1.0.2.5  | 27 grudnia 2013      | Maadajävri          | 16                     |
| 1.1.2.16 | 25 lutego 2015       | Yliaavanlampi       |                        |
| 1.1.7.28 | 31 sierpnia 2015     | Björnträsket        |                        |
| 1.1.9.30 | 22 października 2015 | Eineheminlampi      |                        |
| 2.0.0.10 | 3 listopada 2015     | Saimaa              | 19                     |
| 2.2.0.29 | 7 czerwca 2018       | Mouhijoki           |                        |
| 3.0.0.8  | 11 listopada 2018    | Lemmenjoki          |                        |
| 3.2.0.12 | 5 listopada 2019     | Torronsuo           |                        |
| 3.4.0.24 | 13 października 2020 | Pallas-Yllästunturi | 27                     |
| 4.0.1.48 | 16 lutego 2021       | Koli                | 28→29                  |
| 4.1.0.23 | 27 maja 2021         | Kvarken             | 29                     |
| 4.2.0.21 | 16 września 2021     | Verla               |                        |
| 4.3.0.12 | 10 listopada 2021    | Suomenlinna         |                        |
| 4.4.0.64 | 29 marca 2022        | Vanha Rauma         |                        |
| 4.5.0.18 | 9 lutego 2023        | Struven Ketju       | 30                     |